# The Expanse (Fernsehserie)
The Expanse ist eine US-amerikanische Science-Fiction-Fernsehserie. Die erste Staffel lief im Winter 2015/2016. Als Vorlage dient die von Kritikern gelobte gleichnamige Buchreihe von Daniel Abraham und Ty Franck (unter dem Pseudonym James S. A. Corey), die 2011 begonnen und mit dem neunten Band 2021 abgeschlossen wurde.

## Serie
Die erste Staffel basiert zu einem großen Teil auf dem ersten Band der Buchreihe Leviathan erwacht und wurde vom 14. Dezember 2015 bis zum 2. Februar 2016 auf Syfy ausgestrahlt, wobei die erste Folge vorab am 23. November 2015 als Stream veröffentlicht wurde. Die zweite Staffel, basierend auf dem Rest des ersten und einem Teil des folgenden Bands Calibans Krieg, wurde vom 1. Februar bis zum 19. April 2017 in den USA ausgestrahlt. In Deutschland erfolgte die Ausstrahlung bei Netflix ab dem 8. September 2017. Im März 2017 wurde die Verlängerung der Serie um eine dritte Staffel bekannt, die in den USA vom 11. April bis zum 27. Juni 2018 ausgestrahlt wurde und deren Handlung auf Teilen des zweiten und dem gesamten dritten Band beruht.
Im Mai 2018 gab SyFy bekannt, keine vierte Staffel ordern zu wollen. Die Produktionsfirma Alcon Entertainment versuchte, einen anderen Partner für die Ausstrahlung zukünftiger Staffeln zu finden. Zwei Wochen später verkündete Jeff Bezos, dass Amazon die weitere Produktion der Serie ab der vierten Staffel übernehme. Die deutschsprachige vierte Staffel wurde am 13. Dezember 2019 von Amazon Prime Video veröffentlicht.
Zu den ausführenden Produzenten gehören unter anderem Mark Fergus, Hawk Ostby, Andrew A. Kosove und Broderick Johnson. Sowohl Abraham als auch Franck sind in die Produktion eingebunden. Das Oscar-nominierte Drehbuchautoren-Duo Mark Fergus und Hawk Ostby hat auch das Drehbuch der Pilotfolge verfasst.
In Deutschland und Österreich bot der SVoD-Anbieter Netflix die erste Staffel der Serie seit dem 3. November 2016 über seine Plattform an.
Die zweite Staffel war seit dem 8. September 2017 bei Netflix verfügbar. Nach der Übernahme durch Amazon wurde die Serie am 30. September 2018 bei Netflix aus dem Programm genommen.
Am 27. Juli 2019 wurde bekannt gegeben, dass Amazon eine fünfte Staffel auf Grundlage des fünften Bandes produzieren wird. Deren zehn Folgen wurden wöchentlich vom 16. Dezember 2020 bis zum 3. Februar 2021 auf Prime Video veröffentlicht.
Noch vor Veröffentlichung gab Amazon bekannt, eine finale sechste Staffel in Auftrag zu geben, die am 10. Dezember 2021 Premiere hatte. Eine Weiterführung auf demselben Netzwerk wurde dabei ausgeschlossen. Jedoch ist die Produktionsfirma Alcon Entertainment offen für eine Weiterentwicklung basierend auf den verbliebenen Büchern 7 bis 9.

## Ausgangssituation
Die Serie spielt im 24. Jahrhundert. Die Menschheit hat Teile des Sonnensystems besiedelt, darunter den Mond und den Mars, es existieren zudem weitere im System verstreute Kolonien und Raumstationen. Politisch bestehen jedoch erhebliche Spannungen. Auf der mit über 30 Milliarden Menschen überbevölkerten und unter dem erhöhten Meeresspiegel leidenden Erde sind die Vereinten Nationen (UN) zu einer Weltregierung aufgestiegen, die auch den Mond und mehrere Stationen im Sonnensystem kontrolliert. Die meisten Bewohner (in der dt. Fassung Terraner) haben aufgrund der hohen Bevölkerungszahl keinen Arbeitsplatz und sind für ihren Alltag auf eine staatliche Grundversorgung angewiesen. In den großen Städten wie New York City gibt es Slums. Des Weiteren leidet die Erde unter erheblichen Umweltproblemen, wenngleich die UN erhebliche Mittel aufbringt, um dem Schaden entgegenzuwirken. Dennoch sind die terranischen Großkonzerne die wohlhabendsten im gesamten System.
Der bereits im 21. Jahrhundert kolonisierte Mars hat sich seine Unabhängigkeit von der Erde erstritten (offizielle Bezeichnung Martian Congressional Republic) und verfügt über ein beachtliches militärisches Potenzial, sodass eine Pattsituation herrscht. Die Marsianer sind ein sehr fokussiertes und auf ihre Unabhängigkeit bedachtes Volk. Viele sehen auf Terraner herab, die sie als faul und verwöhnt betrachten. Dies ist nicht zuletzt auf die Lebensbedingungen auf dem Mars zurückzuführen, wo der Terraforming-Prozess noch über ein Jahrhundert andauern wird. Marsianische Städte sind entsprechend abgeschottet und teils unterirdisch angelegt. Die Bevölkerung ist wesentlich kleiner als die der Erde, der Mars verfügt jedoch trotz einiger technologischer Vorteile nicht über die industriellen Kapazitäten der Terraner.
Sowohl die Erde als auch der Mars sind dringend auf die Ressourcen aus dem Asteroidengürtel angewiesen. Die sogenannten Gürtler (englisch Belters) betreiben Asteroidenbergbau, leiden aber unter schlechten Arbeits- und Lebensbedingungen (saubere Luft und Wasser sind oft nicht ausreichend vorhanden) und weisen aufgrund der Schwerkraftbedingungen körperliche Verformungen auf. Hauptstützpunkt des Gürtels ist de facto der Zwergplanet Ceres, bedeutende Industriezentren sind Asteroiden wie Eros oder freifliegende Raumstationen wie Tycho, während der Jupitermond Ganymed der Nahrungsgewinnung dient. Eine militante Widerstandsgruppe namens Outer Planets Alliance (OPA) hat sich gebildet, die gegen die Erde und den Mars agiert und von den Vereinten Nationen mit allen Mitteln bekämpft wird. Die Eskalation des seit Jahren schwelenden Konflikts zwischen diesen drei Kräften scheint nur noch eine Frage der Zeit zu sein.

## Besetzung und Synchronisation
Die deutsche Synchronisation entstand bei der Synchronfirma  SDI Media Germany GmbH in München unter der Dialogregie von Matthias Lange. Beim Verfassen des Dialogbuches wurde er unterstützt von Hans-Werner Schwarz und Dieter B. Gerlach.
| Rollenname                               | Schauspieler        | Hauptrolle | Nebenrolle                                                       | Deutscher Synchronsprecher | Rollenbeschreibung |
| ---------------------------------------- | ------------------- | ---------- | ---------------------------------------------------------------- | -------------------------- | --- |
| James „Jim“ Holden                       | Steven Strait       | 1.01–6.06  |                                                                  | Patrick Roche              | Kapitän der Rocinante, vormals Erster Offizier des Eisfrachters Canterbury                                                                                    |
| Naomi Nagata                             | Dominique Tipper    | 1.01–6.06  |                                                                  | Katharina Schwarzmaier     | Ingenieurin der Rocinante, vormals Ingenieurin der Canterbury                                                                                                 |
| Amos Burton                              | Wes Chatham         | 1.01–6.06  |                                                                  | Stefan Günther             | Mechaniker der Rocinante, vormals Mechaniker der Canterbury                                                                                                   |
| Chrisjen Avasarala                       | Shohreh Aghdashloo  | 1.01–6.06  |                                                                  | Angelika Bender            | Deputy Undersecretary of Executive Administration, später Generalsekretärin der Vereinten Nationen (bis Ende der 4. Staffel und erneut ab Ende der Staffel 5) |
| Alex Kamal                               | Cas Anvar           | 1.01–5.10  |                                                                  | Martin Halm                | Pilot der Rocinante, vormals Pilot der Canterbury |
| Sadavir Errinwright                      | Shawn Doyle         | 1.01–3.06  |                                                                  | Matthias Klie              | Undersecretary of Executive Administration der Vereinten Nationen                                                                                             |
| Detective Josephus „Joe“ Miller          | Thomas Jane         | 1.01–2.05  | 3.07–3.10, 3.13–4.02, 4.08–4.09                                  | Philipp Moog               | Ermittler von Star Helix, einer terranischen Sicherheitsfirma auf Ceres                                                                                       |
| Juliette „Julie“ Andromeda Mao           | Florence Faivre     | 1.01–2.05  | 3.01, 3.09                                                       | Laura Maire                | Vermisste Tochter des Geschäftsmannes Jules-Pierre Mao, Agentin der OPA                                                                                       |
| Shed Garvey                              | Paulo Costanzo      | 1.01–1.04  |                                                                  | Hubertus von Lerchenfeld   | Medizinischer Techniker auf der Canterbury |
| Gunnery Sergeant Roberta „Bobbie“ Draper | Frankie Adams       | 2.01–6.06  |                                                                  | Jacqueline Belle           | Hauptfeldwebel und Gruppenführer im Mars Marine Corps |
| Camina Drummer                           | Cara Gee            | 4.01–6.06  | 2.02–2.08, 3.01, 3.04, 3.07–3.13                                 | Gabrielle Pietermann       | Johnsons Stellvertreterin und Sicherheitsbeauftragte der Raumstation Tycho, später Kapitänin der Behemoth                                                     |
| Marco Inaros                             | Keon Alexander      | 5.01–6.06  | 4.04, 4.06, 4.10                                                 | Jaron Löwenberg            | Anführer der Freien Raummarine |
| Filip Inaros                             | Jasai Chase Owens   | 5.01–6.06  | 4.10                                                             | Kaze Uzumaki               | Naomis und Marcos Sohn |
| Clarissa Mao                             | Nadine Nicole       | 5.04–6.06  | 3.07–4.01                                                        | Sophie Rogall              | Ältere Tochter von Jules-Pierre Mao unter falscher Identität (Melba Koh)                                                                                      |
| Dimitri Havelock                         | Jay Hernández       |            | 1.01–1.05                                                        | Julian Manuel              | Millers Partner bei der Star Helix Security |
| Gia                                      | Sara Mitich         |            | 1.01–1.03, 1.05                                                  | Farina Brock               | Prostituierte auf Ceres und Havelocks Geliebte |
| Captain Shaddid                          | Lola Glaudini       |            | 1.01, 1.03, 1.05–1.06                                            | Angela Wiederhut           | Captain der Star Helix Security auf Ceres und Millers Vorgesetzte                                                                                             |
| Octavia Muss                             | Athena Karkanis     |            | 1.01–1.07                                                        | Elisabeth von Koch         | Millers Kollegin auf Ceres |
| Arjun Rao-Avasarala                      | Brian George        |            | 1.01, 1.03–1.04, 1.10, 2.05                                      | Erich Ludwig               | Ehemann von Chrisjen Avasarala |
| Arjun Rao-Avasarala                      | Michael Benyaer     |            | 4.02–4.03, 4.05, 4.07–4.08, 4.10                                 | Erich Ludwig               | Ehemann von Chrisjen Avasarala |
| Jules-Pierre Mao                         | François Chau       |            | 1.02, 1.09–2.01, 2.04, 2.11–2.12                                 | Hans-Georg Panczak         | Großunternehmer auf der Erde |
| Diogo Harari                             | Andrew Rotilio      |            | 1.02, 1.06, 2.02–2.08, 3.07–3.13                                 | Daniel Schlauch            | Kleinkrimineller von Ceres und OPA-Mitglied |
| Admiral Souther                          | Martin Roach        |            | 1.03–1.04, 1.08, 1.10–2.02, 3.03, 3.05                           | Claus-Peter Damitz         | Oberbefehlshaber der UN-Flotte |
| Anderson Dawes                           | Jared Harris        |            | 1.03, 1.05–1.07, 1.09, 2.07–2.08                                 | Andreas Borcherding        | Ein Anführer der OPA auf Ceres |
| Frederick „Fred“ Lucius Johnson          | Chad Coleman        |            | 1.04–1.06, 1.08–1.09, 2.02–2.08, 2.13–3.01 3.06, 4.08, 5.01–5.04 | Ole Pfennig                | Führer der Outer Planets Alliance (OPA), Kommandant der Raumstation Tycho                                                                                     |
| Kenzo Gabriel                            | Elias Toufexis      |            | 1.06–1.10                                                        | Patrick Schröder           | Spion auf der Tycho-Station |
| Antony Dresden                           | Daniel Kash         |            | 1.06, 1.09–2.02                                                  | Kai Taschner               | Wissenschaftler auf der Thoth-Station |
| Flottenadmiral Nguyen                    | Byron Mann          |            | 2.01–2.02, 2.05, 2.09–2.10, 3.03, 3.05–3.06                      | Matthias Kupfer            | Southers Nachfolger als Oberbefehlshaber der UN-Flotte |
| Cotyar Ghazi                             | Nick E. Tarabay     |            | 2.01–2.05, 2.09–3.01, 3.03, 3.05–3.06                            | Alexander Brem             | Sicherheitsspezialist im Dienste Avasaralas |
| Paolo Cortázar                           | Carlos Gonzalez-Vio |            | 2.02–2.03, 2.05–2.07, 5.03                                       | Johannes Raspe             | Wissenschaftler in Gefangenschaft der OPA, vormals Mitarbeiter von Dresden                                                                                    |
| Dr. Praxidike „Prax“ Meng                | Terry Chen          |            | 2.08–3.06                                                        | Peter Lontzek              | Botaniker auf Ganymed |
| Mei Meng                                 | Leah Jung           |            | 2.08, 2.10–2.11, 2.13, 3.02–3.06                                 | Carla Reiter               | Tochter von Praxidike Meng |
| Michael Iturbi                           | Ted Whittall        |            | 2.06, 2.09, 2.11, 2.13                                           | Christoph Jablonka         | UN Wissenschaftler |
| Dr. Annushka „Anna“ Volovodov            | Elizabeth Mitchell  |            | 3.02–3.04, 3.06–3.13                                             | Christin Marquitan         | Europäische Methodisten-Pastorin |
| Klaes Ashford                            | David Strathairn    |            | 3.07–4.02, 4.04, 4.06, 4.08, 4.10, 5.03                          | Reinhard Kuhnert           | Ehemaliger Pirat, hochrangiger Offizier der OPA und erster Offizier der Behemoth                                                                              |
| Monica Stuart                            | Anna Hopkins        |            | 3.07–3.09, 3.12–3.13, 5.01–5.04, 5.06–5.10, 6.01–6.05            | Shandra Schadt             | Journalistin |
| Adolphus Murtry                          | Burn Gorman         |            | 4.01–4.10                                                        | Otto Strecker              | Sicherheitschef auf der Edward Israel |
| Dr. Lucia Mazur                          | Rosa Gilmore        |            | 4.01–4.10                                                        | Diana Borgwardt            | Flüchtling der Ganymede-Station auf Ilus/Neuterra |
| Dr. Elvi Okoye                           | Lyndie Greenwood    |            | 4.01–4.10                                                        | Mareile Moeller            | Biologin |
| Chandra Wei                              | Jess Salgueiro      |            | 4.01–4.09                                                        | Alice Bauer                | Sicherheitsoffizierin, die für Murtry arbeitet |
| Nancy Gao                                | Lily Gao            |            | 4.01, 4.03, 4.05, 4.08, 4.10, 5.02, 5.04                         | Jessica Walther-Gabory     | Nachfolgerin Avasaralas im Amt des UN-Generalsekretärs der Vereinten Nationen                                                                                 |
| Felix Delgado                            | Michael Irby        |            | 5.01–5.04, 5.07–5.09                                             | Sebastian Christoph Jacob  | Admiral der UN |
| Carlos „Bull“ de Baca                    | José Zúñiga         |            | 5.01–5.10                                                        | Frank Kirschgens           | Sicherheitschef auf der Tycho-Station |
| Rosenfeld Guoliang                       | Kathleen Robertson  |            | 6.01–6.06                                                        | Franziska Endres           | Gouverneurin der Pallas, Mitglied des inneren Kreises von Marco Inaros                                                                                        |

## DVD- und Blu-ray-Veröffentlichungen
Bisher sind die ersten drei Staffeln in Deutschland auf DVD und Blu-ray Disc erschienen:
- Staffel 1 im Dezember 2017
- Staffel 2 im November 2018
- Staffel 3 im November 2019

## Rezeption
Die Serie wurde in den Medien überwiegend positiv aufgenommen. In der Internet Movie Database hat die Serie ein Rating von 8,5/10 basierend auf etwa 94.000 abgegebenen Stimmen.
Bei Metacritic besitzt die erste Staffel eine Wertung von 65/100 (basierend auf 23 Kritiken) und bei Rotten Tomatoes eine Bewertung von 77 % bei einer Durchschnittsbewertung der 44 Kritiker von 7,12/10. 2018 gewann The Expanse den Curt-Siodmak-Preis als Beste Serie.
Die zweite Staffel hat bei Metacritic eine Wertung von 77/100 (basierend auf fünf Kritiken) und bei Rotten Tomatoes eine Bewertung von 95 % bei einer Durchschnittsbewertung der 21 Kritiker von 8,95/10.
Die dritte Staffel erzielte auf Rotten Tomatoes eine Bewertung von 100 % bei einer Durchschnittsbewertung der Kritiker von 8,57/10.
Eine der bestbewerteten Folgen erschien erst mit der fünften Staffel, was Kritiker auf ein gleichbleibend hohes Level der Serie zurückführen.
Es wurde zwar auf das Risiko hingewiesen, die Bestseller von Abraham und Franck adäquat zu verfilmen, sowohl hinsichtlich der weitgespannten Handlung als auch aufgrund technischer Hürden, doch die Umsetzung scheint gelungen zu sein. Vorab wurde unter anderem die düstere und intensive Grundstimmung bereits in der Pilotfolge gelobt, die technische Umsetzung wurde ebenfalls hervorgehoben. In einem ausführlichen Bericht über die Produktion der Serie äußerte sich auch Andrew Liptak von io9 sehr positiv über The Expanse.
In der Zeit lobte Francesco Giammarco The Expanse als „beste Science-Fiction-Serie seit Langem“. Der Plot sei dabei gar nicht entscheidend, sondern die Erzählweise, der Realismus, mit dem Menschen im Weltraum gezeigt würden. Der heimliche Hauptdarsteller der Serie sei die Schwerkraft.
Im nd urteilte Florian Schmid zum Beginn der 6. Staffel, die Serie „zeige die Materialität von Raumfahrt als knallharte Industriearbeit mit verdreckten Fensterscheiben, aufgerissenen Schotts, aus denen Kabelstränge herausquellen, zerschlissenen Sesseln, auf denen Navigatoren sitzen, und Kombüsen, in denen halbherzig irgendwer etwas zusammenkocht.“ Außerdem werde „geflucht, gestritten, einander beschimpft, polyamore, heterosexuelle und queere Liebe praktiziert, reichlich harter Alkohol gekippt und um Solidarität gerungen, anstatt sie als moralisches Aushängeschild vor sich herzutragen.“ Dabei entwerfe die Serie „auch eine ganz eigene Ästhetik mit Stationen im All, die an kaputte Lagerhallen erinnern, und dazu trashige Raumschiffe, die manchmal fast wie zusammengeschraubte Seifenkisten oder Schuhkartons mit Antriebsdüsen aussehen.“

## Reaktionen auf Absetzung durch SyFy und Übernahme durch Amazon
Fans der Serie sammelten in einer Onlinepetition 100.000 Unterschriften in einer Woche, um die Streaming-Anbieter Amazon und Netflix von der Übernahme der Serie zu überzeugen. Am 15. Mai 2018 ließen Fans für mehrere Stunden ein Flugzeug mit einem „Save-the-Expanse“-Banner über dem Amazon-Hauptquartier in Los Angeles kreisen. Prominente wie Wil Wheaton, George R. R. Martin, Patton Oswalt und der dänische Astronaut Andreas Mogensen unterstützten die Kampagne.
Am 25. Mai 2018 gab der Haupteigentümer von Amazon, Jeff Bezos, der selbst ein großer Fan der Serie ist, bekannt, dass die Serie ab der 4. Staffel komplett von Amazon übernommen werde. Am 12. Dezember 2019 wurde die vierte Staffel am Stück auf Amazons Prime Video veröffentlicht.

### Belletristik
- James S. A. Corey: The Expanse-Buchreihe
- James S. A. Corey u. a.: The Expanse Roleplaying Game. Seattle 2019.

### Fachliteratur
- Arne Sönnichsen: Sind Drachen, Zombies und Aliens politisch?!: Das Politische in der Phantastik am Beispiel der SF-Serie The Expanse. In: Niko Switek (Hrsg.): Politik in Fernsehserien: Analysen und Fallstudien zu House of Cards, Borgen & Co. Transcript, Bielefeld 2018, ISBN 978-3-8376-4200-1, S. 345–360.

## Belege
1. ↑  The Expanse: Staffel 2 – Release-Termin und Trailer. giga.de, 1. Februar 2017, abgerufen am 3. Februar 2017.
2. ↑  The Expanse: Netflix veröffentlicht Staffel 2 im September. robots-and-dragons.de, 17. August 2017, abgerufen am 27. August 2017.
3. ↑  Nellie Andreeva: ‘The Expanse’ To End On Syfy With Season 3, Will Be Shopped Elsewhere By Alcon. Deadline, 10. Mai 2018, abgerufen am 11. Mai 2018 (englisch).
4. ↑  Nellie Andreeva: ‘The Expanse’ Picked Up By Amazon For Season 4 After Syfy Cancellation. Deadline, 25. Mai 2018, abgerufen am 26. Mai 2018 (englisch).
5. ↑  Netflix erwirbt neues Space-Drama „The Expanse“. DWDL.de, abgerufen am 3. November 2016.
6. ↑  Melanie Schöppe: Nur noch diese Woche bei Netflix: Eine der besten Sci-Fi-Serien ist bald weg. Filmstarts, 26. September 2018, abgerufen am 29. Oktober 2018.
7. ↑  Rebecca Iannucci: The Expanse Renewed for Season 5. In: TVLine. 27. Juli 2019, abgerufen am 2. Mai 2020 (englisch).
8. ↑  Esther Stroh: The Expanse Staffel 5: Wann geht die Sci-Fi-Serie bei Amazon weiter? In: Moviepilot. 9. Oktober 2020, abgerufen am 23. Oktober 2020.
9. ↑  Nellie Andreeva: ‘The Expanse’ Renewed For Sixth & Final Season By Amazon Ahead Of Season 5 Premiere. In: Deadline. 24. November 2020, abgerufen am 5. Februar 2021 (amerikanisches Englisch).
10. ↑  The Expanse's Book Time Jump Could End The Show Early. 24. November 2020, abgerufen am 5. Februar 2021 (amerikanisches Englisch).
11. ↑  James S. A. Corey u. a.: The Expanse Roleplaying Game. Seattle 2019, S. 149 ff.
12. ↑  James S. A. Corey u. a.: The Expanse Roleplaying Game. Seattle 2019, S. 158 ff.
13. ↑  Vgl. James S. A. Corey u. a.: The Expanse Roleplaying Game. Seattle 2019, S. 166 ff.
14. 1 2  The Expanse. In: Deutsche Synchronkartei. Abgerufen am 8. Januar 2022.
15. ↑  User ratings “The Expanse”. Internet Movie Database, abgerufen am 19. August 2020 (englisch).
16. ↑  The Expanse: Season 1. Metacritic, abgerufen am 19. August 2020 (englisch).
17. ↑  The Expanse: Season 1 (2015). Rotten Tomatoes, abgerufen am 13. April 2019 (englisch).
18. ↑  The Expanse: Season 2. Metacritic, abgerufen am 19. August 2020 (englisch).
19. ↑  The Expanse: Season 2 (2017). Rotten Tomatoes, abgerufen am 13. April 2019 (englisch).
20. ↑  The Expanse: Season 3 (2018). Rotten Tomatoes, abgerufen am 13. April 2019 (englisch).
21. ↑  Nick Gomez: Gaugamela. Alcon Entertainment,  Alcon Television Group, Amazon Studios, 23. Dezember 2020, abgerufen am 5. Februar 2021.
22. ↑  Justin Landon: A Risky Adaptation: Syfy’s The Expanse. Tor.com, 11. November 2015.
23. ↑  Max Nicholson: Comic-Con 2015: Syfy Debuts Thomas Jane's New Series. The Expanse. IGN.com, 11. Juli 2015.
24. ↑  Andrew Liptak: Our Visit to the Mind-Blowingly Realistic Spaceship Sets of Syfy's The Expanse. IO9.com, 23. November 2015.
25. ↑  Francesco Giammarco: 
„The Expanse“: Physik und Klassenkampf. zeit.de, 6. Januar 2021.
26. ↑  Florian Schmid: Herrschaftskritische Weltraumabenteuer. In: nd. Neues Deutschland Druckerei und Verlag GmbH, 17. Dezember 2021, ISSN 0323-3375, S. 14.
27. ↑  Amazon or Netflix, please buy the rights to The Expanse - #SaveTheExpanse. In: Change.org. Abgerufen am 17. Mai 2018 (englisch).
28. ↑  Debra Yeo: Campaign grows to save made-in-Toronto sci fi show The Expanse. Toronto Star, 16. Mai 2018, abgerufen am 17. Mai 2018 (englisch).
29. ↑  Jack Shepherd: George RR Martin and Will Wheaton plead for Amazon and Netflix to renew cult scifi The Expanse. The Independent, 18. Mai 2018, abgerufen am 19. Mai 2018 (englisch).
30. ↑  Martin Holland: Nach dem Aus bei Syfy: Amazon rettet The Expanse. In: Heise online. 26. Mai 2018. Abgerufen am 26. Mai 2018.